# Verweisungsnorm
Verweisungsnormen sind Bestandteil des Internationalen Privatrechts. Sie definieren bei Rechtsfällen mit Bezug zu mehr als einem Staat (sog. Auslandsberührung), welche Rechtsordnung zur Beurteilung des Sachverhalts herangezogen werden muss, sie verweisen also auf die Rechtsordnung des einen oder anderen Staates. Häufig wird auch der Begriff Kollisionsnorm bzw. Kollisionsrecht verwendet. 

## Sachnorm und Verweisungsnorm
Während die Funktion der Verweisungsnorm sich darin erschließt, festzulegen die Rechtsordnung welches Staates für bestimmte Lebenssituationen mit Auslandsbezug heranzuziehen ist, regeln im Unterschied dazu Sachnormen das nationale Recht inhaltlich.

## Gesamtverweisungen und Sachnormverweisungen
Im Kollisionsrecht werden zwei Arten der Verweisung unterschieden: die Gesamtverweisung und die Sachnormverweisung.
- Eine Gesamtverweisung verweist auf das Recht eines anderen Staates unter Einschluss dessen nationalen Kollisionsrechts. Sie stellt im deutschen und österreichischen IPR die Regel dar (Art. 4 Abs. 1 S. 1 EGBGB für Deutschland bzw. § 5 Abs. 1 IPRG für Österreich). Verweist das ausländische IPR auf eine dritte Rechtsordnung, ist auch diese Rechtsordnung zu konsultieren (sog. Weiterverweisung). Ob diese zweite Verweisung ebenfalls eine Gesamtnormverweisung darstellt, ist nicht von dem deutschen bzw. österreichischen IPR abhängig, sondern dem, welches die ("Weiter-")Verweisung ausgesprochen hat.

- Eine Sachnormverweisung verweist direkt auf Sachnormen einer anderen Rechtsordnung unter Ausschluss des fremden Kollisionsrechts und liegt nur vor, wenn das Gesetz es ausdrücklich vorsieht oder eine Gesamtnormverweisung dem Sinn der Verweisung widersprechen würde. Ein Beispiel für eine ausdrücklich gesetzlich angeordnete Sachnormverweisung ist Art. 4 Abs. 1 S. 2 EGBGB: Erklärt das fremde Kollisionsrecht deutsches Recht für anwendbar, so kommt es zu einer Rückverweisung auf deutsches Recht. Es ist aber nicht erneut das deutsche IPR anzuwenden, sondern direkt deutsches Sachrecht. Gleiches sieht § 5 Abs. 2 IPRG für das österreichische Recht vor.